# Absorbér
Absorbér (z latinského absorbēre — odsá(va)t, vstřeb(áv)at) je zařízení na získávání nebo odstraňování složky anebo složek z plynné směsi absorpcí v kapalném rozpouštědle. Absorbéry se používají především v procesech chemické technologie, přičemž mohou mít různou konstrukci (rotační, kolonové apod.). Nejčastější typ je nepřetržitě pracující náplňová absorpční kolona. Zařízení stejného názvu (ale absorbující tepelnou energii) se využívají např. v chladicí technice a v solárních kolektorech.

## Absorbér jako součást solárního kolektoru
Absorbér je důležitou součástí fototermického solárního kolektoru, který přeměňuje sluneční záření na tepelnou energii. Vyrábí se z materiálu s vynikající tepelnou vodivostí. U nejmodernějších zařízení se na povrch absorbéru aplikuje spektrálně selektivní vrstva, jejímž úkolem je přeměnit sluneční záření na teplo s maximální účinností. Tato vrstva zároveň zabraňuje zpětnému vyzáření, a tak minimalizuje tepelné ztráty.
Nejjednodušší absorbéry jsou tvořeny černou plastovou matrací, která slouží k ohřevu vody na teplotu o málo vyšší, než je okolní vzduch. Takové absorbéry se užívají jen v letních měsících pro bazény. Pro náročnější zadání musí být zaizolovány či musí být použito jiné technické řešení.